# James Douglas, 3. Earl of Angus
James Douglas, 3. Earl of Angus (* um 1428; † 1446) war ein schottischer Adeliger.
James war ein Sohn des William Douglas, 2. Earl of Angus, und dessen Frau Margaret Hay. Er folgte seinem Vater als Earl of Angus 1437. Am 1. Juli 1445 wurden seine Güter und Titel eingezogen, bald darauf wurde er aber wieder rehabilitiert.
Er war mit Joan (genannt "the Mute Lady"), einer taubstummen Tochter des Königs Jakob I. von Schottland verheiratet. Die Ehe blieb kinderlos, deshalb folgte ihm sein Bruder George als 4. Earl.